# Bengálský záliv
Bengálský záliv (bengálsky বঙ্গোপসাগর, Bangópaságara, hindsky बंगाल की खाड़ी, Bangála kí kháda, telugsky బంగాళాఖాతం, Bangálákhátam, tamilsky வங்காள விரிகுடா, Vankála virikutá, anglicky Bay of Bengal) je část severní oblasti Indického oceánu a tvoří jeho největší záliv a zároveň se jedná o největší záliv na světě. Na západě je ohraničen pobřežím Srí Lanky a Indie, na severu Bangladéše, na východě Myanmarem, Andamany a Nikobary, a na jihovýchodě severním pobřežím ostrova Sumatry. Ústí do něj řeky Ganga (Padma a Brahmaputra), Mahánadí, Krišna, Gódávarí, Kávérí a Kaladan.

## Základní geografické údaje
- Rozloha – 2 172 000 km²
- Maximální hloubka – 4694 m (Průměrná hloubka – 2 500 m)
- Salinita – od 30 do 34 ‰
- Teplota moře – 25–28 °C
- Maximální příliv/odliv – 10,7 m

## Významné přístavy
- Kalkata
- Čittágon
- Čennaí
- Kaṭak